# Кшепін
Кшепін (пол. Krzepin) — село в Польщі, у гміні Сецемін Влощовського повіту Свентокшиського воєводства.
Населення — 66 осіб (2011).
У 1975-1998 роках село належало до Ченстоховського воєводства.

## Демографія
Демографічна структура на день 31 березня 2011 року:
|          | Загалом | Допрацездатний вік | Працездатний вік | Постпрацездатний вік |
| -------- | ------- | ------------------ | ---------------- | -------------------- |
| Чоловіки | 38      | 8                  | 25               | 5                    |
| Жінки    | 28      | 2                  | 14               | 12                   |
| Разом    | 66      | 10                 | 39               | 17                   |